# 协和语
协和语是曾经使用于日本影响下的中国东北地区的一种日语和汉语混杂的皮钦语（混杂语言），其主要存在时期自清末日俄战争后至1945年满洲国灭亡。:1
指代“通行于满洲地区的日中混杂语”这一概念的名称很多，例如日满混淆语、沿线官话等。现在较常使用的“协和语”一名的可考用法最早出现在1948年的中文报纸，在满洲国存在的时代并未发现中文或日文材料如此称呼。
协和语的产生与日本人在满洲地区的日语使用、中文报纸广播等媒体中的日语借词有关，然而协和语本身并未得到关东军、满洲国政府的推行。
协和语作为一种皮钦语，产生于日语母语者和汉语官话母语者的接触，不过当时在日本人之间等场合也有所使用。它的语序接近日语，语法较日语简单，常省略日语的助词，词汇来自日中两种语言，也有一些词汇是在协和语中创造出来的。

## 名称
虽然现在对1945年以前满洲地区日中混杂语通常叫做协和语，然而在1945年以前的日文材料中，并不见“协和语”的提法；根据日本学者安田敏朗的研究，同时代中文材料中也未见“协和语”这一叫法。“协和语”最早的出处可能是1948年发表于《生活报》的一篇文章，当时应是一种讽刺的叫法。此后日本逐渐采用此名称。下表列出在当时日文中可见的日中混杂语的名称。:1-8
| 中文                  | 日文旧字体 | 日文新字体 | 年份      | 出处                                                                    | 注释                                                                                               |
| --------------------- | ---------- | ---------- | --------- | ----------------------------------------------------------------------- | -------------------------------------------------------------------------------------------------- |
| 日支合办语            |            |            | 1924      | 中谷鹿二《》（《满洲日日新闻》） 中谷鹿二《善邻》（汉语学习杂志，大连） | “汉语与日语混杂产生的奇妙的语言”                                                                   |
| 不够本支那语 不够本语 |            |            | 1932      | 小田切槙雨《支那の性格》（杂志《善邻》）                                | |
| 日满合办语            |            |            | 1935      | 中谷鹿二                                                                | 中谷将原来的“日支合办语”中表示中国的“支”替换为对应满洲国的“满”字。满洲国官方将汉语官话称为“满洲语” |
| 中日合办语            |            |            | 1937      | 中谷鹿二                                                                | 中谷在《善邻》杂志中刊载中文短文，在其中以中文词汇“中日合办语”对应日文中的日支合办语               |
| 日满亲善语            |            |            | 1938      | タカタコトサブロウ《滿洲ノ日本語教育》（杂志《オチボ》）                | 作者在文中使用时带有讽刺意味，并不是亲善的场景                                                     |
| 日本语的满语          |            |            | 1938      | タカタコトサブロウ《滿洲ノ日本語教育》（杂志《オチボ》）                | 同一文章中的另一种说法。满洲国官方所称“满语”“满洲语”为汉语官话，并非满族的传统语言满语             |
| 日满语                |            |            | 1939      | 山田清三郎《》                                                          | 伊藤信雄的《》（1942）中也用到此词                                                                 |
| 日满混淆语            |            |            | 1941      | 野村正良《》                                                            | 野村是当时较早以学术观点研究满洲地区混杂语的人                                                     |
| 日本製滿洲語          |            |            | 1941      | 教材《初等支那語教科書教授参考書 巻三》                                 | 该书为满洲国的日本人学校所用汉语教材                                                               |
| 沿线官话              |            |            | 1926-1941 | 野村章《》                                                              | 沿线指的是南满洲铁道沿线。野村著作发表于1990年代，称当时的日中混杂语被称为“沿线官话”               |

## 背景

### 关东州、满铁附属地、满洲国的日语使用情况
日本人在满洲的存在主要始于1905年日俄战争之后。日本依据《朴茨茅斯和约》，租借关东州，获取南满洲铁道权益:1。九一八事变之前日语教育主要发生在关东州和各处满铁附属地。满洲国建立之后，出现了日本农业移民等各种移民，1945年满洲国灭亡时当地日本居民约有166万人。:52
根据日本学者1942年的记述，大连、旅顺的中国人基本都能说日语，奉天较大连旅顺略少，而新京更少，到哈尔滨又明显减少，在北满的农村则40岁以上的中国人几乎没有能说日语的。:53

#### 教育
控制满洲国的关东军为了避免国际社会的非议，在1932年建国伊始没有采用在关东州和满铁附属地所使用的日文教材，而是大体沿用了中华民国的教育体制，教育中同时采用日语和汉语。1934年起，开始将日语课程加入小学教育内容，3年级以上的学生每周课有2课时的日语课。因而这一时期在教育体制上来说，日语的地位尚不及汉语和英语。:52
1938年1月，随着新学制改革，汉语、日语、蒙古语被定为满洲国的国语。三语国语时期，日语成为制度上的优势语言。学校教育要求学生必修日语，而在汉语和蒙古语之中选择一种。日语课程自小学一年级开始，每周8到10课时，时间是汉语课程的2倍。:52

#### 法律、行政
满洲国的法律多为日本人起草，故而虽然以中文书写，有疑义时以日文解释为准。满洲国政府公文在建国时仅以中文发行，但由总务厅秘书处发行《满洲国政府公报日译》（公报1-3期时名为《满洲国政府公报邦译》）。1934年4月14日颁布的《政府公报发行规程》中规定，由秘书处发行公报日译版，并且政府公报的规程也适用于日译版。1935年12月24日，随着《政府公报发行规程》的修订，“日文翻译”的说法被“日文版”替代，从此中日双语都是公报的正式语言。此后中央政府的发行物均等地使用中日双文。而各地方政府则仍以中文为主。:35-37

#### 奖励措施

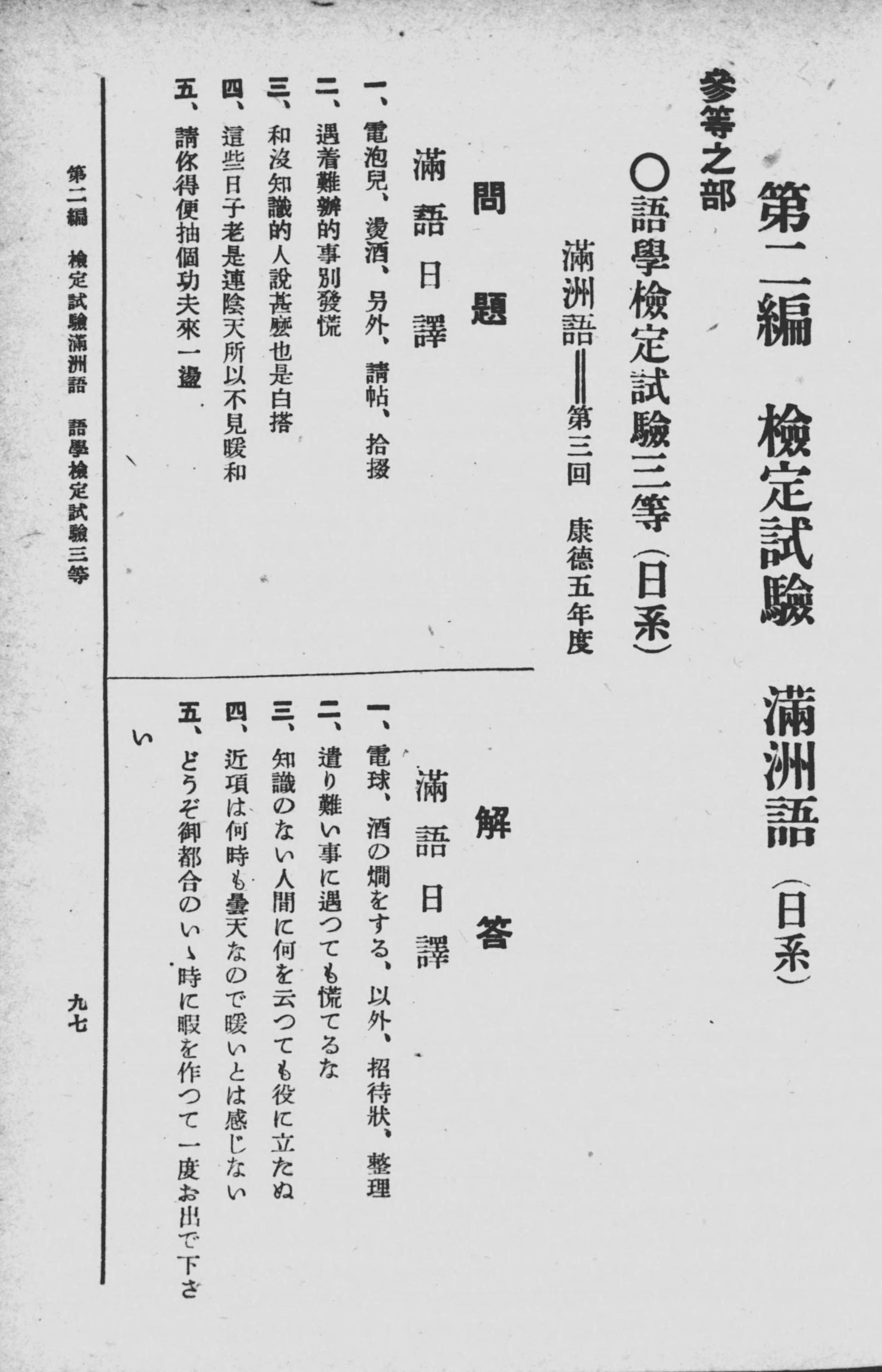
1938年的语学检定试验，针对日语母语者的满洲语（汉语）三等试题

1938年，满洲国民生部为了普及日语，开始组织语言能力考试“语学检定试验”，分为特等、一等、二等、三等这4个等级:41。第1次考试（1936年）时参与人数5,492人，报考日语的有3,607人；第6次考试（1941年）时参与人数39,769人，报考日语的有31,369人。对于考试合格者，政府给予奖励。如果企业招聘了拥有日语等级的人员，政府会给企业以补贴。而满铁等大企业还有公司内部的日语能力奖励机制。而自1938年起实施的官吏选拔制度中，参与选拔考试的人必须在自己母语之外选择日语、汉语、蒙古语、俄语之一接受考试。:52,53

### 满洲国的汉语标准
在满洲国成立之前，“满语”和“满洲语”指的是满族的传统语言。而满洲国成立后，用“满语”指代汉语，偶尔也称“汉语”。而“支那语”“中华语”“华语”等名称几乎不见使用。这是因为满洲国作为新的国家，理应有对应的国语，所以尽管原本满族的传统语言满语并未灭绝，也要强行改变名字。:46
为了与原本的汉语尽量区隔，满洲国的汉语在科学、文化、制度、组织等方面有意识地借用日语词汇，乃至在语法上也尽量追求与标准汉语有所区别。满洲国政府也试图确定“满洲语”的标准。1944年，满洲国决定以松花江流域地区的“满洲语”为标准口语。其理由是“此地虽然较偏远，然而发音却比南满地区好，与北京音接近”。:46,47

### 汉语新文字的尝试——满洲假名
日语和汉语两种语言在书写上都是用汉字，导致汉字词汇有不同读法。满洲国和日本的学者为了减少这种混淆，尝试从日文中借用片假名来书写“满洲语”即满洲国的汉语，这就是满洲假名（満州カナ）。在同一时代，汉语有注音符号和罗马字拼音来标记语音，满洲假名的创制也有与之对抗的意义。如果使用满洲假名，则汉语与日语可以共享一种文字，哪怕具体发音不同，词汇的借用也将变得更容易。此外，推行假名书写汉语，也有降低识字难度，提高识字率的效果。:47,48
满洲国国语调查委员会在1941年10月，决定废止注音符号的使用。1943年，满洲假名的标准（和附表）完成。此后，满洲国在继续使用汉字的前提下，要求以满洲假名作为辅助。:49,50
日本学者之中也有人批评满洲假名。除了担心废除汉字会引起一些人的反抗情绪，也在技术上指出了满洲假名的问题：无法准确反映出汉语的双声、叠韵；以原本表示日语清浊音的假名标记汉语的送气音、不送气音；汉语中某些音节以满洲假名书写时差别难以理解，例如佛（フォー）与否（フォウ）。有学者建议使用满洲假名以外的其他方案作为汉语的表音文字。:50,51

## 特征

### 多样的交流形式
作为一种日中混杂语，协和语首先用于日本人和中国人的对话，然而它也被应用于日本人之间、中国人之间。由于使用者语言背景不同，所使用的混杂语中的日语、汉语成分也不同。例如，两个日本人之间的协和语可能只是（在日本没有挂着帆的独轮车），整句是正常日语，但直接借用了汉语词汇“小车”（独轮车）。而日本人和中国人之间的协和语就明显具有混杂语言的特征，语法简单。此外协和语也应用于日本人和非汉语母语者之间。:58-60

### 语法

#### 语序
协和语常使用日语式的语序，即主语-宾语-动词的顺序。例如“他的姑娘的朋友大大的有”（他有很多女性朋友），“有”位于句末。:61,62

#### 句式
代表性的协和语句式有句末的表疑问“ ka”、表存在、所属或表完成、断定的“有”、表否定的“没有”“不是”和表祈使的“好”。:62-64
| 句式       | 词汇 | 例句                           | 汉译                                                       |
| ---------- | ---- | ------------------------------ | ---------------------------------------------------------- |
| 疑问       | か   | 你的知道                       | 你知道吗？                                                 |
| 疑问       | か   | 一个多少钱                     | 一个多少钱？                                               |
| 所属、存在 | 有   | 每天每天的干活计大大的有       | 每天都有很多工作                                           |
| 所属、存在 | 有   | 有鸡蛋                         |                                                            |
| 完成       | 有   | 他的头坏了的有                 | 他的头部受伤了                                             |
| 完成       | 有   | 他的去年的快快的死了有         | 他去年就死了                                               |
| 断定       | 有   | 这个你的坏了的，的生气有       | 你把这个东西弄坏了，你妻子会生气的                         |
| 断定       | 有   | 他的钱给没有的，有             | 他没给钱，我打了他。（为3个 binta（掌掴，引申为殴打）:67） |
| 否定       | 没有 | 这个酒的力气没有的，喝醉的没有 | 这酒度数不高，喝不醉                                       |
| 否定       | 没有 | 今天来来有的，坏了没有         | 今天（客人）来得很多，（商品）不会变质                     |
| 否定       | 不是 | 这个我的不是                   | 这个不是我的                                               |
| 否定       | 不是 | 小偷儿的不是                   | 没有偷                                                     |
| 祈使       | 好   | 你的力气大大的押す的好         | 你用力推                                                   |
| 祈使       | 好   | 这个的坏了，你的快快的干活计好 | 这个东西坏了，你快点修理                                   |

#### 表示第二人称的“你呀”
协和语中，“你呀”被用来当作第二人称代词（你）。例如“你呀車乗る好”(请（你）乘车)；“你呀不行じゃないか”（你不行啊）。:197

#### “的”字的用法
汉语中，“你的”“我的”通常表示所属关系，并且在一些情况下可以省略“的”字。然而在协和语中，“你的”“我的”常被用作人称代词（其后不使用日语格助词“に”的情况下常作为主格:40）。例如“你的”（你去哪里？）“我的看看”（我去看看活动。）将“你的”“我的”当作人称代词借用到日语时，后边可能接续日语表示所属的助词，产生形如“我的”这种语义重复。这种将“你的”“我的”借用作人称代词的做法，可能是因为日语的人称代词多为2、3音节的词汇，而汉语“你”“我”为单音节。日语母语者借用汉语时，出于语音节奏上的习惯，下意识地加入“的”字。:62,63
口语中并不区分“的”与“地”。在协和语中也经常见到在副词、形容词中使用“地”、“的”的用法。例如“大大的要”（很需要）、“聪明的”（你很聪明）。:63
“的”字的过度使用被认知为协和语的特征，至今东北当地人也会在开玩笑时模仿协和语的这种用法。:63

#### 助动词“”

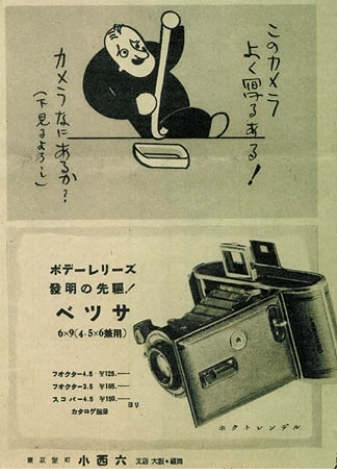
1937年刊载于《朝日画报》的广告，上半部的漫画中使用了协和语台词“このカメラよく写るある！”“カメラなにあるか？”

“ aru”本来是日语的一个常用五段动词，但在协和语中可以代替标准日语里这三个助动词，表示断定。尽管在日语里这是一个语法错误，在协和语环境中日本人之间也会这样使用。该现象并非协和语所独有，在150年前横滨港开设的时代，伴随着日本人与外国人的接触，也有类似的现象发生。:63,64
该现象在今日的日本也被看作代表性的中国式日语，在模仿中国人时会使用。:63,64

#### 日语助词、形式名词等省略
日语的助词和形式名词在协和语中经常被省略。最常被省略的是助词和。例如（日本兵先生，我的推剪不太好用）。又如（车太快了的话客人不会从车上掉下去吗？）一句省略了表示假设条件的和准体言助词及。:65,66

### 词汇

#### 借词与句子级别的借用
在日语母语者之间使用的协和语，主要是词汇级别的借用，例如：（喝啤酒吧）一句中，仅借用了汉语“啤酒”一词。而日语母语者和汉语母语者之间则更可能发生句子结构级别的借用。如（日本人问当地小孩）：“邮便局在哪儿？”:60,61
在借用时可能忽略被借用词汇本身已有的语法意义，导致意思的重复，例如：“落了马了”（哎呀，从马上掉下来了）一句以日语为基础，借用了汉语“落了马了”。汉语“落了马了”本身已经表明事情已经完成，但日语借用后仍然使用动词过去形，实质上是意义重复。:60,61

#### 词汇来源
借用自日语的例如“ shinjō”，表示给予；“ meshimeshi”，表示饭或吃；“ kaerō”，表示回去或走。:65
借用自汉语的例如“坏了”，表示破损、受伤、变质腐烂等；“大大的”，表示非常、大量；“一样的”，表示相同。:66
日汉混杂的词语例如“还少少”，“少少”为日语，意思为还稍微；“不行 janaika”，用于主张否定意见。:67
还有一部分为造词，例如“ pokopen”，表示不好、不行；“干活计”，表示工作、做事、做买卖。:68

### 语音
当时对协和语的记录主要是文字，不过从文字记录也能够了解一些語音上的特征。可以看到借用的汉语词汇尽量接近汉语发音，而不是日语汉字的音读。然而因为使用的仍然是日文假名标音，能够记录的发音仍然和汉语有差距，并且无法记录声调，可以推测当时的协和语在语音上对汉语借词的发音也不够准确。:61,62

## 日语对满洲地区汉语的影响
满铁、满洲国时代有一些日语词汇因具体的生活方式的影响借用到东北方言，例如“开路”，借用自日语“帰ろう”，指“回去”。日语 kuruma这一词汇曾经在当地汉语中用于叫停马车。:198 另外，在东北下水道也被称为“马葫芦”，这源自日语中下水道一词“マンホール”（manhoru)。

## 对协和语的看法
满洲国时期，政府与日本学者对作为混杂语言的协和语持批判态度。:10,11
“协和语”这一概念在中文语境中一直带有负面色彩。“协和语”的存在常与日本的侵略行为相联系:13。例如1950年代有人批评协和语是一种“怪话”，是破碎的中国话，在话剧舞台上过多地使用协和语是一种畸形语言爱好。

## 皮钦语以外“协和语”一词的用法

### 指代书面中文
满洲国时期，报纸等书面中文里也使用很多日语借词，被一些中国研究者称为“协和语”。例如“锦县无线电台放送开始”的“放送”意为广播。“电话使用料改正”的“料”意为费用。有一些中文则在语法上也受日文影响，例如“优秀大型货物船热田丸大连着”（先进的大型运输船热田丸抵达大连），“日小铁工业满洲移驻”（日本的小型铁制部件工厂向满洲迁移）:148。
语言学家陈原用“协和语的思想”形容满洲国时期受日文影响，在标点符号的用法、引语的用法等方面照搬日文标准的书面中文。:11,12:76

### 对日本人所使用汉语的讽刺
满洲国政府官吏中的中国人对日本人的汉语发音和日本本位的态度不满，讽刺地称之为协和语。:11
满洲国执政、皇帝溥仪在回忆录《我的前半生》中把被迫使用的日本式汉语词称作协和语，例如“御真影”（皇帝的照片，本应称为“御容”），也把报纸上的带有宣传意味的“赫赫战果”“堂堂入城”称为协和语。

### 指代汉语之外的语言
周恩来在1963年接见朝鲜科学院代表团时，曾用“协和语”指代延边地区受日语影响的朝鲜语。

### 期刊
- 桜井隆.  (PDF). 明海日本語 (明海大学). 2012-02, 17: 1–15  [2018-06-19]. NCID AN10510565. （原始内容 (PDF)存档于2016-05-19） （日语）.
- 张守祥. . 人文 (学習院大学人文科学研究所). 2012-03-28, 10: 51–68. NCID AA11841726 （日语）.
- 安田敏朗（日语：安田敏朗）. . アジア研究 (亞洲政經學會). 1995-1996, 42(2): 49–62  [2018-06-19]. NCID BA89343725. （原始内容存档于2018-06-19） （日语）.
- 内田庆市.  (PDF). 東アジア文化交渉研究 (関西大学文化交渉学教育研究拠点). 2009-03-31, 2: 197–207  [2018-06-19]. NCID AA12327433. （原始内容 (PDF)存档于2018-06-19）.
- 四宮愛子.  (PDF). 文化交渉 (関西大学大学院東アジア文化研究科). 2017-11-30, 7: 59–78  [2018-06-19]. NCID AA12712795. （原始内容 (PDF)存档于2018-06-19） （日语）.
- 王文喜; 缑瑞隆. . 汉字文化 (北京国际汉字研究会). 1990,. 1990(2): 13–16  [2018-06-19]. ISSN 1001-0661. （原始内容存档于2018-06-19）.
- 亓华. 由矢嶋美都子翻译.  (PDF). アジア研究所紀要 (亜細亜大学アジア研究所). 2003-03-31, 29. ISSN 0385-0439 （日语）.[永久]
- 周恩来. . 外事工作通报 (国务院外事办). 1963-06-28,. 1963(2)  [2018-06-19]. （原始内容存档于2018-06-19）.
- 劉剣. . 中央学院大学社会システム研究所紀要 (中央学院大学社会システム研究所). 2018-03, 18 (2). ISSN 1346-2083 （日语）.

### 书籍
- 内田庆市. . Global East Asia 7. 由Alan Thwaits翻译. 2017  [2018-06-19]. ISBN 9783847006992. （原始内容存档于2018-06-19） （英语）.
- 陈原. . 台湾商务印书馆. 2001  [2022-06-08]. ISBN 9789570516784. （原始内容存档于2020-05-20）.
- 爱新觉罗溥仪. . 群众出版社. 2013-01-01. ISBN 9787501450374.
- 曾恪. . 1934-07  [2018-06-20]. （原始内容存档于2018-06-20）.
- 塚瀬 進.  . 吉川弘文館. 2004-09. ISBN 9784642079334 （日语）.

### 杂志
- 黎挚. . 戏剧报（今中国戏剧） (中国戏剧协会). 1956,. 1956(7): 25  [2018-06-19]. ISSN 1001-8018. （原始内容存档于2018-06-19）.